# 劉有銘
劉有銘（1805年—1876年），字緘三，號鐫山，又號蔗圃，直隸南皮縣（今属河北省）人。

## 生平
清道光二十七年（1847年）進士，選庶吉士，散館授翰林院編修。歷官左都御史，遷刑部左侍郎。工詩詞、書畫。有《蔗圃詩文集》。